# 見沼通船
見沼通船（みぬまつうせん）は、江戸時代から昭和初期まで農業用水路の見沼代用水を主に使用した川船輸送のこと。利根川と荒川の中間に位置する河川流通の重要路として昭和初期ごろまで行われていた。

## 通船の概要

### 背景
見沼代用水路は1728年に武蔵国に作られた用水路であるが、その目的は、流域の見沼新田などの灌漑用水の確保であった。用水路は利根川と荒川の中間に位置し、用水路の流域は幕府直轄領や旗本の知行地であり、ここからの年貢米を浅草にあった幕府の米倉や、旗本屋敷に運搬するのに好都合であった。

### 通船の運航範囲

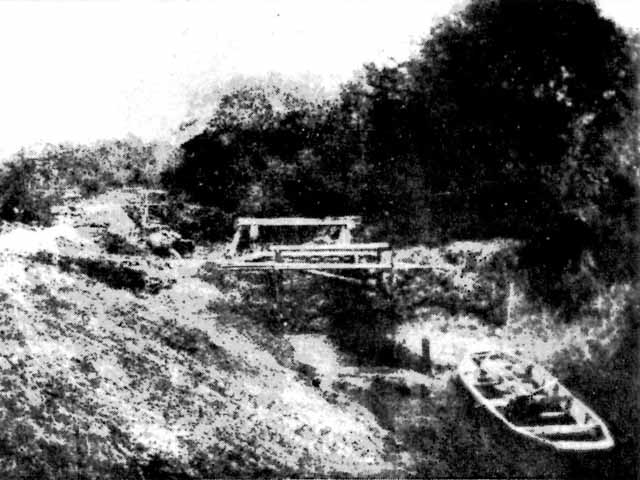
昭和初年の頃の見沼通船堀東縁

通船範囲は、江戸の隅田川や神田川周囲から、荒川をさかのぼり、芝川を八丁堤までの下流域と、芝川を挟むように見沼代用水の東縁用水路と西縁用水路の流域、そして芝川と見沼代用水の東縁用水路と西縁用水路を結ぶ見沼通船堀と呼ばれた運河からなる。
芝川に比べ、見沼代用水路は約3m程度高いところを流れている。このため通船堀は閘門式を採用した画期的なものであったが、最大の難所でもあった（詳しくは見沼通船堀を参照）。
見沼代用水は、途中の柴山で地中を通って元荒川をくぐるが、通船のため別に懸樋（水道橋）が用意されており、利根川の取り入れ口まで通船が行われていた。その後、1760年（宝暦10年）に元荒川にかかっていた懸樋が水害のため破壊すると、通船範囲はここまでとなった。明治期に入り、再び利根川口まで通船範囲が拡大している。
また江戸期には利根川や荒川に多数の河岸が設けられたが、代用水や芝川には河岸は設けられることは無く、荷物の積み降ろしは、流域の荷揚げ場で行われた。通船の初期の荷揚げ場の数は59ヶ所が指定されたが、後に通船の秩序が乱れると、船頭や荷主により勝手な場所での積み下ろしが目立つようになり、江戸時代末期には幕府の手により厳重に監視されるようになった。

### 通船の行われた時期
通船は、年間を通して行なわれたわけではなく、江戸時代には農閑期の10月頃から翌年の春彼岸程度の間のみに行なわれた。明治時代に入ると通船の期間は12月15日から翌年2月15日の2ヶ月間に短縮された。

### 船
通船に使われたのはなかひらた船またはなまず船と呼ばれた中型船で、長さ11m程度、幅2m程度。米俵で100俵から150俵が積載可能であった。これは1俵につき約60kgとすると6トンから9トン程度である。船の大きさは、見沼通船堀の関の幅により制限を受けた。このためこれより大きい船の通船はできなかった。
舟の走行は主に櫓を使って推進した。また帆柱をたてて、帆走することもあった。帆柱は取り外し可能な構造になっていた。これは、水路にかかる橋を通過するためであった。
通船の初期時は、○の中に新の文字を入れた旗が船に取り付けられた。これにより見沼通船の差配下にある船であることを示していた。新の意味は新川の頭文字をとったものであるといわれている。

### 運賃
運賃徴収は、見沼代用水、芝川沿いに会所とよばれた施設を設置し、徴収が行われた。会所は八丁堤の他に、新染谷村、北袋村、上瓦葺村、上平野村、川口宿の6ヶ所に設けられた。それぞれの会所の敷地は幕府より貸与されたものであった。
江戸時代の運賃は、幕府勘定方の定めた船賃（御定船賃）が適用された。通船できる時期が限られ、原則として米の廻送に使われたことから、単純なものであった。以下に、江戸時代の江戸からの運賃表を示す。
| 村名     | 荷物一駄に付き | 乗合一人に付き |
| -------- | -------------- | -------------- |
| 川口宿   | 48文           | 32文           |
| 八町堤   | 70文           | 45文           |
| 上木崎村 | 91文           | 59文           |
| 下蓮田村 | 117文          | 75文           |
| 上平野村 | 140文          | 90文           |

## 歴史

### 通船の始まり
見沼代用水は1728年（享保13年）に開削されたが、1730年に見沼新田や手賀沼の新田開発に尽力した高田茂右衛門、鈴木文平などの願い出により、高田家および鈴木家に見沼代用水路の通船の差配権が与えられたことに始まる。
通船の経営は、幕府より高田家と鈴木家に通船差配権と、通船屋敷および見沼代用水沿いに通船会所を設置する用地が貸し出された。さらに見沼代用水の用水路の独占通行権と積荷の自由が与えられた。
1731年に見沼通船堀が開削され、江戸との接続が確保された。また通船堀近くの八丁を始め、川口宿、新染谷村、北袋村、に会所が置かれ、以後通船が本格化した。
見沼通船が開始された当初は、なまず船が38隻、艀が2隻であった。しかし船の破損などにより1803年以降は全部で32隻の船が使われた。

### 文政の仕法替
見沼通船の運営は、高田家と鈴木家により1800年代に入るまでは比較的平穏に行われていた。しかし1803年（享和3年）以降、状況は一転する。この年に高田家の養嗣子となった高田六郎左衛門は、小山田将曹、松尾友清という名で国学者・詩人としても秀でた活動をしたが、研究資料として書籍を買い集め、書庫『擁書楼』も建てた。それが高田家の財政を逼迫させることとなる。
鈴木家の当主であった鈴木徳次郎や高田家親戚筋などは、六郎左衛門に憂慮していた。そこで両家の話し合いの結果、高田六郎左衛門の実子の源蔵を鈴木家の養子として迎え入れ、徳次郎の実子の鈴木甚蔵と共に養育することにし、さらに徳次郎を後見人として源蔵に見沼通船の差配御用の地位が引き継がれることになった。
1821年に、徳次郎が死去すると、実権は高田六郎左衛門の手に渡るが、通船業務に支障がでるようになった。また六郎左衛門は通船屋敷等を抵当に借金を重ねたが、貸主らは幕府所有地のため差し押さえることができず、事実上踏み倒された状態となっていた。
1827年、鈴木源蔵（高田家出身）は、持ち船40隻の権利を江戸の佐内町吉之助へ売却したが、翌年には吉之助が同権利を三河屋利兵衛に700両で売却した。鈴木源蔵は通船差配に、鈴木湛蔵が船割り役に就任し、この3者で運営されることになった。これを文政の仕法替と呼んでいる。

### 混乱
しかし仕法替後、鈴木源蔵は高田家を再興するため従来の慣行を破るようになった。源蔵は幕府勘定方の権威を背景とし、権利を持つ利兵衛以外の船に勝手に許可を与え、通船を行った。利兵衛の訴えにより、船主権の株を佐内町吉之助が700両で買い戻すことになった。しかし、吉之助も資金に乏しく船の一部売却と借金でまかなわれた。
鈴木源蔵は、通船内の見張りを強化し、運賃の値上げも行った。しかし、周辺の村の反発にあい、値上げの撤回と払い戻しが命じられた。その後、鈴木源蔵の子である鈴木寅之助（高田家）が差配役に付くと、鈴木甚蔵を排除するに至った。この混乱期には使用不能の船が増え、さらには通船堀が大破し通行不能の事態に陥った。このため、江戸への廻米（米の輸送）にも支障をきたすようになり、見沼通船の最も衰退した時期となっていた。
資金繰りに困った佐内町吉之助は、船16隻を八丁堤近くの豪農であった鈴木粂之助に580両で売却した。鈴木粂之助は船を新造し1850年には32隻を運航させ、通船の建て直しを図った。

### 江戸末期
江戸時代後期以降は、見沼代用水周辺の商品農作物の生産や商品生産が増え、通船の積み荷も米以外の物が増加した。これにともない船頭が差配役に隠して積み荷を運ぶ行為や、勝手に自分の船を通船する豪農などが現われた。
事態を重くみた幕府は1831年（天保2年）に勘定役配下に取締りのための見回り役を9名任命した。さらに1853年には14名に増員した。

### 明治以降
明治に入った後も、しばらくは江戸時代と同じ体制で通船が行われていた。しかし、見沼代用水の上流部の村々が柴山よりも上流までの通船運航を埼玉県に願い出た。県はこの主張を受け入れ、運送業者が増えることも見込んで1873年（明治6年）に通船範囲の拡大を認可した。しかし差配機構支払う運賃が高く、思うように輸送量を増やすことができなかった。
そこで1874年（明治7年）埼玉県は江戸時代からの差配体制を廃止し、見沼代用水沿いの村々に通船会社の目論見書の提出するように通知を行った。また内務卿であった伊藤博文に会社設立の上申を行い、認可を受けた。
見沼通船会社は、当時の行田町に置かれた第一会社から第十七会社（当時の川口町）の17社からなった。各社は独立性が高く、新船の建造は各社の自由、運賃収入は各社の収入となった。ただし各社の運賃収入のうち10%を一律に徴収し、施設の維持費などにあてがわれた。
1893年（明治26年）に通船会社は株式会社に改組され、見沼通船株式会社となった。八丁河岸（現さいたま市緑区）に本社が置かれた。同時に積荷の少ない会社6社が廃止となり、残りは出張所と改められた。
見沼通船は、明治中期に最盛期を迎え、船数は70隻、船頭は150人を数えた。1883年に日本鉄道の上野と熊谷間が開通し競合関係となる。これにより東京から利根川など長距離の船運の輸送は減少傾向となるが、近距離の船運はむしろ増加傾向になったとも言われる。運ばれた荷物は米、麦、薪材、塩、油、肥料など農業を営むうえでの必需品を中心に流通していた。
しかし、徐々に鉄道による輸送に切り替わり、大正時代に入ると事実上休眠状態となった。1931年（昭和6年）に通船に対する免許期限が切れ、正式に廃止となった。